# Мурикский язык
Мурикский, или мурик-каянский язык — австронезийский язык, на котором говорят на реке Барам, ниже поселений Лонг-Мири (Баньок) и Лио-Мато (Семианг) штата Саравак в Малайзии.
Мурикский язык имеет лонг-баньокский (баньокский) и лио-мато (семиангский) диалекты.